# Liste der denkmalgeschützten Objekte in Všeruby u Kdyně
Grundlage dieser Liste der denkmalgeschützten Objekte in Všeruby u Kdyně ist die ÚSKP-Liste (Ústřední seznam kulturních památek České republiky, deutsch Zentrale Liste der Kulturdenkmäler der Tschechischen Republik), die von der tschechischen Denkmalschutzbehörde NPÚ (Národní památkový ústav, deutsch Nationale Denkmalbehörde) seit 1987 geführt wird und an die seit dem Jahr 1850 geschaffenen Listen anschließt.

## Denkmalgeschützte Objekte nach Ortsteilen

### Všeruby u Kdyně
| Lage                                               | Objekt                  | Beschreibung                                                    | ÚSKP-Nr.                  | Bild |
| -------------------------------------------------- | ----------------------- | --------------------------------------------------------------- | ------------------------- | ---- |
| Všeruby u Kdyně 85 (Standort)                      | Pfarrhaus               |                                                                 | 29244/4-5173 Info Katalog | BW   |
| Všeruby u Kdyně, südwestlicher Ortsrand (Standort) | Kirche Erzengel Michael | 17. Jahrhundert, nach Brand im 19. Jahrhundert wieder aufgebaut | 14788/4-4568 Info Katalog | BW   |

### Brůdek
| Lage                                                                                   | Objekt             | Beschreibung    | ÚSKP-Nr.                  | Bild           |
| -------------------------------------------------------------------------------------- | ------------------ | --------------- | ------------------------- | -------------- |
| Brůdek (Všeruby), 200 Meter südwestlich des Ortes, am Feldweg nach Studánky (Standort) | Kapelle hl. Wenzel | 17. Jahrhundert | 33569/4-2044 Info Katalog | weitere Bilder |

### Hájek (Všeruby)
| Lage                                                                              | Objekt     | Beschreibung     | ÚSKP-Nr.                  | Bild           |
| --------------------------------------------------------------------------------- | ---------- | ---------------- | ------------------------- | -------------- |
| Hájek (Všeruby), 400 Meter nordöstlich der Ortschaft auf dem Tannaberg (Standort) | Annakirche | Wallfahrtskirche | 37209/4-2259 Info Katalog | weitere Bilder |